# Мюллер, Майк
Майк Мюллер (Маллер) (англ. Mike Muller); род. 18 сентября 1971, Идайна, Миннесота) — американский хоккеист, защитник, тренер.

## Биография
На драфте НХЛ 1990 года был выбран в 2-м раунде под общим 35-м номером клубом «Виннипег Джетс». В сезоне 1992/93 провёл 11 матчей, забил один гол за клуб МХЛ «Динамо» Москва; 42 матча провёл за вторую команду. Стал первым хоккейным легионером в истории России (в сезоне 1990/91 за киевский «Сокол» в чемпионате СССР выступал Тод Хартджи). Вернувшись в Северную Америку, выступал за клубы «Монктон Хокс» (1993/94), «Спрингфилд Фэлконс» (1994/95, оба — AHL), «Миннесота Мус» (1995/96), «Гранд-Рапидс Гриффинс» (1996/97, оба — IHL), «Миссисипи Си Вулвз» и «Батон-Руж Кингфиш» (оба — 1996/97, ECHL).
Играл во втором дивизионе Германии за «Нойвид» (1997/98 — 1998/99), «Изерлон» (1999/2000), «Битигхайм-Биссинген» (1999/2000 — 2000/01). Сезон 2001/02 начал в команде UHL «Рокфорд Айсхогс», затем вернулся в Германию, где играл за команды третьего дивизиона «Миттельрейн-Нойвид» (2001/02 — 2002/03), «Москитос Эссен» (2003/04), «Равенсбург» (2004/05 — 2006/07), «Пассау Блэк Хокс» (2007/08 — 20109/10).
В 2010—2012 годах тренировал молодёжные команды итальянского клуба «Эппан» (Аппьяно-сулла-Страда-дель-Вино). В сезонах 2012/13 — 2014/15 работал тренером в командах клуба «Равенсбург». В сезоне 2015/16, до 16 февраля — главный тренер «Кауфбойрена».
В марте 2019 года был назначен главным тренером клуба NA3HL «Бризи-Пойнт Норт Старс». Сезон 2020/21 клуб пропустил, в сезоне 2021/22 Мюллер тренировал команду, воссозданную под названием «Миннесота Лунс».